# Literatura do Paraguai
A Literatura do Paraguai, se desenvolveu com base em dois idiomas, o guarani, nativo, e o espanhol, herdado da colonização. Em parte, pode ser considerada ramo da Literatura Hispânica, porém sob influências locais, pode ser considerada primária. Faz parte também da Literatura latino-americana.

## Cronologia

### Século XIX
No período entre a independência do país e o final da Guerra do Paraguai é possível identificar poucos autores, dos quais o principal foi Natalicio de María Tavalera, autor de obras presentes nas revistas: “La Aurora”, “Guerra del Paraguay”, “El Seminario” (onde faz comentários sobre fatos secretos dos tratados da Tríplice Aliança), “La Intelectualidad Paraguaya”. Boa parte das obras produzidas até o século XIX não possuem indicação de autor.

### Inicio do século XX
Durante o início do século, a literatura paraguaia sofreu muitas influências externas, em especialmente do Criacionismo Chileno. O Criacionismo no Paraguai, em acordo com o chileno, seguia a doutrina que proclama a total autonomia do poema, porém possuía algumas diferenças, denotadas por escritores espanhóis, que podem ser notadas no artigo publicado por Federico García (1892-1923) no jornal El Liberal.
Esse período é marcado por dois importantes poetas: Hérib Campos Cervera e Josefina Plá. Essa última publicou obras muito conhecidas fora do Paraguai, sendo as principais: “El precio de los sueños”, “Una Novia para Josevai”, “La raiz y La aurora”, “Rostros en el agua” ,invención de La muerte”, “Satélites oscuros”, “El polvo enamorado”, “Desnudo dia”, “Luz Negra”, “Antología Poética”, “Follaje del tiempo”e “Tiempo y tenebla”.

### Regime militar (1954 – 1989)
As condutas e posturas tomadas pelo governo militar levaram ao exílio de muitos escritores e artistas da época, o que levou a que poucas obras fossem publicadas no final dos anos 50, anos 60 e 70. Nos anos 80, com incentivos editoriais que favoreciam o surgimento de novos autores, a literatura paraguaia desenvolve-se por intermédio de um conjunto de editoras. O Paraguai, que até então era conhecido por grandes poetas, ganha notável desenvolvimento no campo narrativo, gênero que até aquele momento era pouco explorado.

## Autores
Esses são os mais relevantes autores paraguaios, listados em ordem cronológica.
- Natalicio de María Talavera
- Narciso R. Colmán
- Juan E. O'Leary
- Ignacio A. Pane
- Julio Correa
- Francisco Martín Barrios
- Emiliano R. Fernández
- Manuel Ortiz Guerrero,
- Félix Fernández
- Darío Gómez Serrato
- Matías Nuñez González
- Deidamio González
- Hérib Campos Cervera
- Augusto Roa Bastos
- Enrique E. Gayoso
- Emilio Bobadilla Cáceres
- Mauricio Cardozo Ocampos
- Mariano Celso Pedrozo
- Gumersindo Ayala Aquino
- Meneleo Zonza Coronel
- José Asunción Cunha
- Francisco Cristaldo
- Julián Bobadilla
- Carlos Miguel Jiménez